# Lletjos, bruts i dolents
Lletjos, bruts i dolents (títol original: Brutti, sporchi e cattivi) és una pel·lícula italiana dirigida per Ettore Scola, estrenada el 1976. Ha estat doblada al català.
En el Festival de Canes de 1976 va assolir el Premi de la posada en escena.

## Argument
La pel·lícula explica la vida diària d'una família del quart món, procedent de Puglia, en un barri de barraques de Roma al començament dels anys 1970. Una vintena de persones — pares, fills, les seves parelles o amants, nets, i l'àvia — s'amunteguen en un sòrdid tuguri, vivint de robatoris i de prostitució, sota l'autoritat tirànica del patriarca orni, Giacinto Mazzatella (Nino Manfredi), avar i brutal. Té un milió de lires rebudes com a indemnització per haver perdut un ull. Està obsessionat pel temor que un dels seus pugui robar-lo. Ell s'encapritxa d'una prostituta obesa, comença a gastar els seus diners amb ella, la convida fins i tot a anar a viure en ell, cosa que aviva la còlera de la seva esposa. Aquesta, per rentar l'ofensa, organitza amb tota la família l'assassinat del marit i pare indigne.

## Producció
La pel·lícula va ser gairebé totalment rodada a Roma, en el barri de Monte Ciocci, d'on es veu la cúpula de la basílica de Sant Pere. Aquesta zona va ser veritablement ocupada, fins al 1977, per tuguris habitats per aturats i per obrers que treballaven en obres dels barris veïns. Al principi, Ettore Scola pensava fer un documental sobre aquests barris i els seus habitants. Va decidir més tard abordar el tema com una comèdia de ficció.
La pel·lícula havia de debutar amb un prefaci escrit i llegit per Pier Paolo Pasolini, que comptava descriure-hi la transformació del sub-proletariat en contacte amb la societat de consum durant el període que separa les seves pel·lícules Accattone i Mamma Roma (dirigidas el 1962) de Lletjos, bruts i dolents. Pasolini va ser assassinat abans d'haver pogut escriure aquest prefaci.

## Repartiment
A part de Nino Manfredi, actor reconegut, el repartiment és gairebé compost d'actors debutants o no professionals.
- Nino Manfredi: Giacinto Mazzatella
- Linda Moretti: Matilde Mazzatella
- Francesco Annibaldi: Domizio
- Ettore Garofalo: Camillo
- Franco Merli: Fernando
- Maria Bosco: Gaetana
- Maria Luisa Santella: Iside
- Giselda Castrini: Lisetta
- Alfredo D'Ippolito: Plinio
- Giancarlo Fanelli: Paride
- Marina Fasoli: Maria Libera
- Marco Marsili: Vittoriano
- Luciano Pagliuca: Romolo
- Giuseppe Paravati: Tato
- Silvana Priori: La dona de Paride
- Giovanni Rovini: Àvia Antonecchia
- Adriana Russo: Dora
- Mario Santella: Adolfo
- Marcella Battisti: Marcella Celhoio
- Francesco Crescimone: El comissari
- Beryl Cunningham: La dona negra
- Silvia Ferluga: La bruixa
- Zoe Incrocci: La mare de Tommasina
- Franco Marino: Santandrea
- Marcella Michelangeli: L'empleat de correus
- Clarisse Monaco: Tommasina
- Aristide Piersanti: Cesaretto